# Jablanica (Bosnien und Herzegowina)
Jablanica ist eine Stadt und die zugehörige Gemeinde in Bosnien und Herzegowina. Sie gehört zur Föderation Bosnien und Herzegowina und liegt im nördlichen Teil des Kantons Herzegowina-Neretva, rund 45 km nordwestlich von Mostar.

## Geographie
Der Ort Jablanica liegt zwischen Sarajevo und Mostar am Fluss Neretva, zwischen den Gebirgen Čvrsnica und Prenj. Die Gemeinde Jablanica ist 301 km² groß und hat reichlich 10.000 Einwohner.

## Wirtschaft
Bekannt ist der Ort durch seinen in vielen Unternehmen in der Stadt abgebauten und verarbeiteten Gabbro, der fälschlicherweise oft als Granit angesprochen wird. Eine Möglichkeit für diesen Umstand könnte sein, dass das Marketing durch die Bezeichnung Granit leichter fällt, obwohl es petrographisch keinen schwarzen Granit gibt. Auch die Bezeichnung des größten und seit 2020 in Konkurs befindlichen, jedoch nach wie vor produzierenden, Werksteinbruchunternehmens in Jablanica, der Fa. „Granit d.d.“, verwirrt zusätzlich. Die Einzigartigkeit und Qualität des Gesteins ist durch die Vielzahl an internationalen Monumenten und Verwendungen bei zahllosen Bauwerken ersichtlich. So wurde das Material für den Bau des UN-Gebäudes in New York, des Denkmals des Unbekannten Soldaten auf dem Berg Avala sowie des Njegoš-Mausoleums auf dem Lovćen verwendet.
Die Gemeinde finanziert sich hauptsächlich durch die Erträge des zweitgrößten Staudamms Bosnien-Herzegowinas, der den 25 Kilometer langen See Jablaničko jezero oberhalb von Jablanica staut. Er bietet viele Freizeitmöglichkeiten und Aktivitäten. Umrahmt wird diese Stadt von den kargen und hohen Bergen der Herzegowina, z. B. dem Prenj, weshalb sie früher als ein Luftkurort galt. Jablanica befindet sich an der Grenze zwischen dem Mediterran- und Kontinentalklima.

## Geschichte

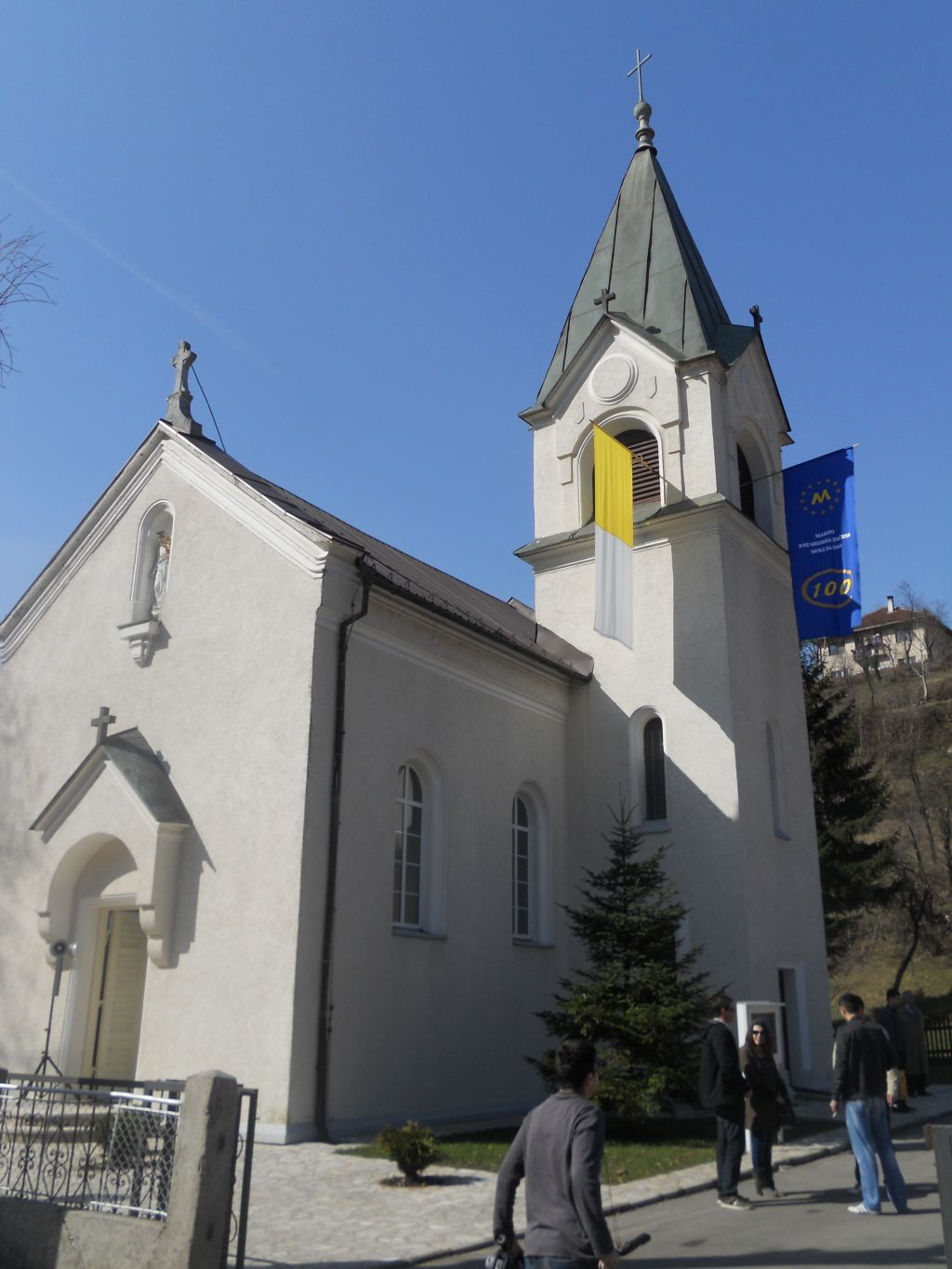
Pfarrkirche von Jablanica

Während des Zweiten Weltkriegs fand von Februar bis März 1943 die sogenannte Schlacht an der Neretva (Bitka na Neretvi) im Raum Jablanica statt. Nahe dem Ort ist noch immer die zerstörte Eisenbahnbrücke als Teil einer Museumsanlage zur Schlacht zu sehen. 1969 wurden die Ereignisse auch verfilmt.
Während des Bosnienkrieges kam es 1993 in der nahegelegenen Ortschaft Grabovica zu Gräueltaten an der kroatischen Bevölkerung, dem sogenannten Massaker von Grabovica. Daran beteiligten sich Angehörige der Armija Republike Bosne i Hercegovine (ARBiH).

## Bevölkerung
In der Gemeinde Jablanica lebten 1991 12.691 Menschen.
- Bosniaken: 9099 (71,7 %)
- Kroaten: 2291 (18,1 %)
- Serben: 504 (4,0 %)
- Andere: 797 (6,2 %)

## Verkehr
Jablanica liegt an der Bahnstrecke Sarajevo–Ploče der Željeznice Federacije Bosne i Hercegovine (ŽFBH). 1888 wurde mit der Eröffnung der schmalspurigen Narentabahn die Stadt von der Eisenbahn erschlossen. 1963 bis 1966 trassierten die Jugoslawischen Staatsbahnen (JŽ) die Bahnlinie neu und bauten sie auf Normalspur um.

## Söhne und Töchter
- Vahid Halilhodžić (* 1952), Fußballspieler
- Hasan Salihamidžić (* 1977), Fußballspieler und Fußballfunktionär